# Open de l'île de Madère
LOpen de l'île de Madère (Madeira Island Open) est un tournoi annuel de golf figurant au calendrier du Circuit Européen. Il se joue sur l'île de Madère.
Du fait de la faible bourse allouée lors de celui-ci, le tournoi souffre de l'absence des meilleurs joueurs.

## Histoire
Le tournoi s'est déroulé sur le parcours du Santo da Serra Golf Club de 1993 à 2008 avant d'être hébergé par le Porto Santo Golfe depuis 2009.

## Palmarès
| année | Vainqueur          | Nationalité | Score |
| ----- | ------------------ | ----------- | ----- |
| 1993  | Mark James         |             |       |
| 1994  | Mats Lanner        |             |       |
| 1995  | Santiago Luna      |             |       |
| 1996  | Jarmo Sandelin     |             |       |
| 1997  | Peter Mitchell     |             |       |
| 1998  | Mats Lanner        |             |       |
| 1999  | Pedro Linhart      |             |       |
| 2000  | Niclas Fasth       |             |       |
| 2001  | Des Smyth          |             |       |
| 2002  | Diego Borrego      |             |       |
| 2003  | Bradley Dredge     |             |       |
| 2004  | Chris Hanell       |             |       |
| 2005  | Robert-Jan Derksen |             |       |
| 2006  | Jean Van de Velde  |             |       |
| 2007  | Daniel Vancsik     |             |       |
| 2008  | Alastair Forsyth   |             |       |
| 2009  | Estanislao Goya    |             |       |
| 2010  | James Morrison     |             |       |
| 2011  | Michael Hoey       |             |       |
| 2012  | Ricardo Santos     |             |       |
| 2013  | Peter Uihlein      |             |       |
| 2014  | Daniel Brooks      |             |       |
| 2015  | Roope Kakko ,      |             |       |